# 哈里森車站 (PATH)
哈里森車站（英語：Harrison station）是美國紐新港務局過哈德遜河捷運（PATH）系統的一個地鐵站，位於新澤西州哈里森法蘭克·E·羅奇斯林蔭路（697號縣道）介乎280號州際公路及帕塞伊克河之間的路段，設有任何時候都營運的紐瓦克－世界貿易中心線列車營運。

## 車站結構
此站技術上位於東北走廊，設有兩個側式月台和五條軌道。只有停靠PATH的兩側軌道設有第三軌供電，三條中央軌道則為高架電纜，供美鐵以及新澤西公共交通的拉里坦河谷線、東北走廊線及北澤西海岸線列車使用。
| P 月台 | 側式月台，右側開門 | 側式月台，右側開門                                    |
| P 月台 | 西行               | ← 紐瓦克－世界貿易中心線 往紐瓦克（總站）             |
| P 月台 | 東北走廊           | ← 美鐵/東北走廊線/北澤西海岸線/拉里坦河谷線 不停靠    |
| P 月台 | 東北走廊           | ← 美鐵/東北走廊線/北澤西海岸線/拉里坦河谷線 不停靠 →  |
| P 月台 | 東北走廊           | ← 美鐵/東北走廊線/北澤西海岸線/拉里坦河谷線 不停靠 →  |
| P 月台 | 東行               | ← 紐瓦克－世界貿易中心線 往世界貿易中心（雜誌廣場） → |
| P 月台 | 側式月台，右側開門 |                                                       |
| M      | 夾層               | 出入口、自動售票機、單向閘機                          |
| G      | -                  | 街道層                                                |

## 外部連結
- Harrison PATH Station（页面存档备份，存于）
- Harrison Station Replacement Project（页面存档备份，存于）
- Eastbound entrance from Google Maps Street View（页面存档备份，存于）
- Westbound entrance from Google Maps Street View
- Platforms from Google Maps Street View